# Jemadia
Jemadia is een geslacht van vlinders van de familie dikkopjes (Hesperiidae), uit de onderfamilie Pyrrhopyginae.

## Soorten
- J. fallax (Mabille, 1878)
- J. gnetus (Fabricius, 1781)
- J. hewitsonii (Mabille, 1878)
- J. hospita (Butler, 1877)
- J. menechmus (Mabille, 1878)
- J. scomber Druce, 1908
- J. sosia (Mabille, 1878)